# Monte Weston
Il Monte Weston, con i suoi 1.210 m è la più alta vetta delle Haskard Highlands, nella parte occidentale della Catena di Shackleton, nella Terra di Coats in Antartide. 
Fu mappato dalla Commonwealth Trans-Antarctic Expedition (CTAE) nel 1957, ricevendo l'attuale denominazione in onore di Peter D. Weston, sergente pilota della Royal Air Force (RAF), e meccanico degli aerei del contingente della RAF durante la Commonwealth Trans-Antarctic Expedition nel 1956-58.